# 前江工业园
前江工业园是中华人民共和国安徽省池州市贵池区下辖的一个类似乡级单位。

## 行政区划
下辖以下地区：
前江工业园虚拟社区。